# Roger Axelsson
Roger Axelsson, född 28 april 1967, är en svensk historiker,  arkivman och genealog specialiserad på  svensk medeltid, och arbetar som redaktör vid Svenskt biografiskt lexikon  på svenska Riksarkivet sedan 2009.

## Biografi
Efter filosofie kandidat-examen och doktorand med historia som huvudämne vid Stockholms universitet var Axelsson mångårig redaktör inom det agrarhistoriska forskningsprojektet Det medeltida Sverige (DMS) där han publicerade volymer om Öland och norra Kalmar län, och är sedan 2014 redaktör av verket Äldre svenska frälsesläkter och medlem av redaktionsrådet för Svensk Genealogisk Tidskrift. Roger Axelsson är också ledamot av Kungliga Samfundet för utgivande av handskrifter rörande Skandinaviens historia.

## Utmärkelser
- 2010 Kungliga Vitterhets Historie och Antikvitets Akademiens Antikvariska medalj i silver
- 2011 stipendium från Kungliga Gustav Adolfs Akademien för svensk folkkultur för sin forskning om småländsk folkkultur.